# Herfølge Boldklub Køge (femminile)
L'Herfølge Boldklub Køge, meglio noto come HB Køge Kvindeelite o più semplicemente HB Køge, è una squadra di calcio femminile danese, sezione femminile dell'omonima società con sede a Køge, cittadina costiera nella regione della Selandia.
Nella stagione 2022-2023 milita in Elitedivisionen, il livello di vertice del campionato danese femminile di calcio. Il club venne fondato il 1º luglio 2009 dalla fusione tra Herfølge Boldklub e Køge Boldklub.

## Storia
L'investimento del HB Køge nel calcio femminile è iniziato come un progetto di fidelizzazione locale. Nel corso degli anni, i club locali hanno preso atto che le giovani calciatrici più ambiziose cercavano, ovviamente, club con un'organizzazione più d'élite. Tuttavia, la combinazione di lunghi tempi di percorrenza e, soprattutto, di maggiori carichi di studio nel passaggio all'istruzione secondaria, ha spesso fatto sì che queste giovani di talento scegliessero di rinunciare alla carriera professionale, non perché fossero stanche del calcio ma per la difficoltà di mantenere un'indipendenza economica solo con l'attività agonistica. Sulla base dell'affermazione "Non si diventa un calciatore migliore stando seduti in autostrada" e del desiderio di mantenere nel calcio il maggior numero possibile di giocatrici locali, nel 2016 alcuni ambiziosi presidenti di club locali hanno deciso di istituire la collaborazione tra squadre "HB Køge Pigefodbold"
L'ambizione del progetto era duplice ed espressa nel motto For de fleste – og de bedste, che nella sua semplicità esprimeva la visione di sviluppare un ambizioso set-up di talenti che potesse al contempo sostenere lo sviluppo del calcio femminile negli otto "club madre". Gli otto "club madre" coinvolti nel progetto sono: Borup Fodbold, Haslev, Hellested IF, Herfølge, Køge BK, Køge Pige FC, Køge Nord e Svogerslev BK. Man mano che le squadre giovanili facevano la loro gavetta e che un numero sempre maggiore di giocatrici si aggirava nei centri di sviluppo dei talenti della Federcalcio danese (DBU), nacque la consapevolezza della necessità di creare una squadra senior che potesse fornire un quadro di riferimento per le giocatrici della vita calcistica del club come giocatori senior.
La prima squadra si è iscritta alla række 2 nel 2017 e una serie ininterrotta di promozioni ha fatto sì che nell'autunno 2019 la squadra si qualificasse per giocare nella Qualifying League della massima divisione femminile del Paese, la Elitedivisionen. Dopo l'ascesa della squadra senior, ci sono stati sviluppi significativi anche fuori dal campo. Nel 2019 sono iniziate le trattative con l'HB Køge su una possibile collaborazione e a febbraio il club ha annunciato il suo pieno impegno nel calcio femminile, equiparando in termini sportivi le squadre senior femminili e maschili. Poi, nel gennaio 2020, il club ha stretto una partnership con Capelli Sport e l'accademia di calcio statunitense Slammers FC. L'obiettivo era che la squadra si qualificasse per la UEFA Women's Champions League entro cinque anni e che il livello del campionato della squadra femminile fosse alla pari con quello maschile. A tale scopo si decise di ingaggiare come capo allenatore della squadra femminile l'ex tecnico di BSF e Brøndby Peer Lisdorf.
Il capitano Maria Uhre Nielsen è diventata la prima giocatrice del club a firmare un contratto da professionista con la società, segnando il primo inizio del calcio femminile professionistico a Køge.
Il 2 aprile 2020, il club ha ricevuto la conferma ufficiale e definitiva dal Comitato DBU per il calcio professionistico che la sua squadra femminile poteva essere inclusa come parte della sovracostruzione dell'HB Køge con effetto dal 1º luglio 2020.
La squadra è salita dal girone di qualificazione della Elitedivisionen nel giugno 2020, dopo diversi anni in 1. division. Per adeguare la rosa ad affrontare il campionato entrante con maggiore incisività il club ha operato nel mercato acquisti portando nuove giocatrici straniere, l'irlandese Kyra Carusa e le statunitensi Kaylan Marckese, Lauren Sajewich, Maddie Pokorny, Stephanie Ribeiro, Makenzy Doniak e Kelly Fitzgerald. Per molti anni, il campionato è stato vinto dal Brøndby o dal Fortuna Hjørring, ma già nella stagione d'esordio 2020-2021, l'HB Køge ha interrotto il dominio di questi due club assicurandosi il campionato nell'ultimo turno con una vittoria per 3-1 sul Brøndby. L'irlandese Kyra Carusa è stata la capocannoniera ufficiale del campionato per la stagione, con un totale di 18 gol, e insieme alla statunitense Kelly Fitzgerald è stata inserita in rosa nella squadra dell'anno della Gjensidige Kvindeligaen. In quella stessa stagione la squadra ha anche raggiunto le semifinali della Coppa di Danimarca di categoria.
Dopo che il tecnico Peer Lisdorf, che era con il club fin dalla promozione, ha annunciato la sua partenza dal club già nell'aprile 2021, nello stesso mese la dirigenza ha presentato Søren Randa-Boldt, tecnico federale, oltre che della Under-23, della nazionale danese femminile Under-19 da lungo tempo in carica, come suo sostituto per la stagione entrante. In questo modo, dopo un solo anno, il club ha raggiunto uno dei suoi precedenti obiettivi: qualificarsi per la UEFA Women's Champions League entro cinque anni.
Nell'estate del 2021 la squadra si è rinnovata, aggiungendo i maggiori talenti Cornelia Kramer, Cecilie Fløe, Sofie Hornemann ed Emma Færge. Nella prima stagione di UWCL del club, la 2021-2022, la squadra si è qualificata direttamente al secondo turno di qualificazione del torneo grazie al piazzamento della Danimarca nella lista dei coefficienti UEFA. In quell'occasione la squadra ha sconfitto in modo convincente le campionesse ceche dello Sparta Praga, 1-0 in trasferta all'andata e 2-0 al ritorno. A partire dall'autunno 2021, la squadra, inserita nel gruppo C della fase a gironi, deve affrontare un girone particolarmente impegnativo, trovando come avversarie le campionesse spagnole nonché campionesse in carica della Champions League, il Barcellona, e le terze classificate nel campionato inglese, l'Arsenal, e nel campionato tedesco, l'Hoffenheim.. L’impegno si conferma proibitivo, con le sfidanti che vincono tutti i sei incontri lasciando l'KB Køge in fondo alla classifica con 0 punti, 2 sole reti siglate e ben 22 subite, eliminando di conseguenza la squadra danese dal torneo.
Nella stagione 2021-2022 il club ha riconquistato il campionato per la seconda volta nella sua storia, essendo rimasto imbattuto sia nella stagione regolare che nei playoff.

## Palmarès
- Campionato danese femminile di seconda divisione: 1

2019-2020
- Campionato danese: 3

2020-2021, 2021-2022, 2022-2023

## Organico

### Rosa 2022-2023
Rosa, ruoli e numeri di maglia come da sito ufficiale, aggiornato al 19 settembre 2022.
| N. |                        | Ruolo | Calciatrice                   |
| -- | ---------------------- | ----- | ----------------------------- |
| 1  | Stati Uniti (bandiera) | P     | Bridgette Skiba               |
| 2  | Danimarca (bandiera)   | D     | Maria Uhre Nielsen (capitano) |
| 3  | Cina (bandiera)        | C     | Zhao Yujie                    |
| 4  | Danimarca (bandiera)   | D     | Selma Svendsen                |
| 5  | Norvegia (bandiera)    | D     | Andrea Norheim                |
| 6  | Stati Uniti (bandiera) | C     | Kelly Fitzgerald              |
| 7  | Irlanda (bandiera)     | A     | Kyra Carusa                   |
| 8  | Danimarca (bandiera)   | D     | Laura Guldbjerg Pedersen      |
| 9  | Ucraina (bandiera)     | A     | Nicole Kozlova                |
| 10 | Stati Uniti (bandiera) | A     | Maddie Pokorny                |
| 11 | Danimarca (bandiera)   | C     | Sarah Jankovska               |
| 12 | Danimarca (bandiera)   | A     | Silje Stockmar                |
| 13 | Danimarca (bandiera)   | A     | Cecilie Fløe                  |

| N. |                          | Ruolo | Calciatrice      |
| -- | ------------------------ | ----- | ---------------- |
| 14 | Nuova Zelanda (bandiera) | C     | Daisy Cleverley  |
| 15 | Danimarca (bandiera)     | C     | Cilje Ostenfeld  |
| 16 | Danimarca (bandiera)     | P     | Alberte Vingum   |
| 17 | Danimarca (bandiera)     | A     | Alberte Amby     |
| 18 | Danimarca (bandiera)     | C     | Beate Marcussen  |
| 20 | Danimarca (bandiera)     | A     | Cornelia Kramer  |
| 21 | Danimarca (bandiera)     | C     | Viktoria Wik     |
| 22 | Danimarca (bandiera)     | D     | Isabella Obaze   |
| 23 | Danimarca (bandiera)     | D     | Agnete Marcussen |
| 24 | Stati Uniti (bandiera)   | A     | Mollie Belisle   |
| 26 | Danimarca (bandiera)     | D     | Mie Leth Jans    |
| 30 | Danimarca (bandiera)     | P     | Freja Solgaard   |
| 44 | Danimarca (bandiera)     | D     | Emma Færge       |

### Rosa 2021-2022
Rosa, ruoli e numeri di maglia come da sito ufficiale, aggiornato al 7 marzo 2022, e sito UEFA, aggiornato al 10 settembre 2021.
| N. |                        | Ruolo | Calciatrice                   |
| -- | ---------------------- | ----- | ----------------------------- |
| 1  | Stati Uniti (bandiera) | P     | Kaylan Marckese               |
| 2  | Danimarca (bandiera)   | D     | Maria Uhre Nielsen (capitano) |
| 3  | Danimarca (bandiera)   | D     | Julie Nowak                   |
| 4  | Danimarca (bandiera)   | D     | Selma Svendsen                |
| 5  | Messico (bandiera)     | D     | Arianna Romero                |
| 5  | Norvegia (bandiera)    | A     | Andrea Norheim                |
| 6  | Stati Uniti (bandiera) | C     | Kelly Fitzgerald              |
| 7  | Irlanda (bandiera)     | A     | Kyra Carusa                   |
| 8  | Danimarca (bandiera)   | D     | Laura Guldbjerg Pedersen      |
| 9  | Danimarca (bandiera)   | A     | Sofie Hornemann               |
| 9  | Ucraina (bandiera)     | A     | Nicole Kozlova                |
| 10 | Stati Uniti (bandiera) | A     | Maddie Pokorny                |
| 11 | Danimarca (bandiera)   | C     | Sarah Jankovska               |
| 12 | Danimarca (bandiera)   | C     | Anna Walter                   |

| N. |                        | Ruolo | Calciatrice             |
| -- | ---------------------- | ----- | ----------------------- |
| 13 | Danimarca (bandiera)   | A     | Cecilie Fløe            |
| 14 | Stati Uniti (bandiera) | C     | Lauren Sajewich         |
| 15 | Danimarca (bandiera)   | C     | Cilje Sophia Ostenfeld  |
| 16 | Danimarca (bandiera)   | P     | Alberte Vingum Andersen |
| 17 | Danimarca (bandiera)   | A     | Alberte Amby            |
| 18 | Danimarca (bandiera)   | D     | Nadja Brahe Andersen    |
| 19 | Danimarca (bandiera)   | C     | Signe Markvardsen       |
| 20 | Danimarca (bandiera)   | A     | Cornelia Kramer         |
| 21 | Danimarca (bandiera)   | C     | Viktoria Wik            |
| 22 | Danimarca (bandiera)   | D     | Isabella Bryld Obaze    |
| 23 | Libano (bandiera)      | A     | Lili Iskandar           |
| 24 | Stati Uniti (bandiera) | A     | Hannah Adler            |
| 30 | Danimarca (bandiera)   | P     | Freja Solgaard          |
| 44 | Danimarca (bandiera)   | D     | Emma Færge              |